# Municipio de Richland (condado de Beaufort)
Richland Township es una subdivisión territorial del condado de Beaufort, Carolina del Norte, Estados Unidos. Según el censo de 2020, tiene una población de 2623 habitantes.
Es una subdivisión exclusivamente geográfica, por cuanto el estado de Carolina del Norte no utiliza la herramienta de los townships como municipios.

## Geografía
La subdivisión está ubicada en las coordenadas 35°18′47″N 76°46′22″O / 35.31306, -76.77278 (35.313117, -76.772817).